# Fimbristylis quadriflora
Fimbristylis quadriflora là loài thực vật có hoa trong họ Cói. Loài này được (Boeckeler) Beetle mô tả khoa học đầu tiên năm 1949.